# 佐藤寿良
佐藤 寿良（さとう としなが、1947年4月1日 - ）は、土佐史談会会員、芸西村史研究会員、地方公務員、龍馬研究会理事。処女作は、菅野覚兵衛と白峰駿馬をそれぞれ題材にした伝記本を手掛ける。高知県出身。

## 著作
- 『ある海援隊隊士の生涯 菅野覚兵衛伝』
- 『続・ある海援隊隊士の生涯 白峰駿馬伝』1998年
- 『坂本龍馬海援隊隊士列伝』（山田一郎など共著）新人物往来社、1988年
- 『海援隊隊士列伝 龍馬と駆け抜けた男たち』（土居晴夫など共著）新人物往来社、2010年

### 受賞歴
- 『ある海援隊隊士の生涯 菅野覚兵衛伝』第29回高知出版文化賞受賞

- 『ある海援隊隊士の生涯 白峰駿馬伝』第20回平尾学術奨励賞受賞